# Saint-Priest-Palus
Saint-Priest-Palus – miejscowość i gmina we Francji, w regionie Nowa Akwitania, w departamencie Creuse.
Według danych na rok 1990 gminę zamieszkiwało 58 osób, a gęstość zaludnienia wynosiła 5 osób/km² (wśród 747 gmin Limousin Saint-Priest-Palus plasuje się na 534. miejscu pod względem liczby ludności, natomiast pod względem powierzchni na miejscu 524.).